# Aristóbulo I

Mapa de Judea en tiempos de Aristóbulo I.

Aristóbulo I (c. 140 a. C. - 103 a. C.), rey y sumo sacerdote de Judea, de la dinastía de los asmoneos, hijo y sucesor de Juan Hircano, reinó solo un año entre 104 a. C. y 103 a. C., habiendo sido el primero en la familia asmonea en asumir el título real.

## Rey de Judea
Antes de morir, Juan Hircano había encargado la regencia a su esposa y a sus cinco hijos que debían repartirse el poder. Pero Aristóbulo, siendo el primogénito,  decidió hacerse de todo el poder: encerró en prisión a su madre y dejó que muriera de hambre. También encarceló a todos sus hermanos menos a Antígono., al que amaba y consideraba digno de una posición como la suya. 
Aristóbulo fue el primero de la familia de los asmoneos en coronarse con una diadema, transformando el gobierno en un reino. Su padre y su abuelo habían usado el título de etnarca. Aunque Aristóbulo en sus monedas se designó a sí mismo como: “Judá, el sumo sacerdote”.

## Asesinato de Antígono
Aunque Aristóbulo favorecía a su hermano Antígono, los cortesanos y otros intentaron enojar a los dos con acusaciones maliciosas. Al principio el rey no quería creérselas, pero luego comenzó a sospechar de su hermano. Durante la fiesta de los Tabernáculos, Aristóbulo yacía muy enfermo en palacio. Mientras tanto, Antígono se vistió de manera regia, y, con oficiales fuertemente armados a su alrededor, fue al templo a ofrecer oraciones por la recuperación de su hermano. Sus enemigos fueron luego al rey y le hablaron de la gran y pomposa exhibición que había hecho Antígono. Pretendieron que había venido a Jerusalén con sus hombres armados para matar a Aristóbulo y reinar en su lugar.
De mala gana, Aristóbulo comenzó a creer estas advertencias, y puso guardias en un oscuro pasaje subterráneo que llevaba a su castillo, llamado entonces Baro y posteriormente, Torre Antonia. Les ordenó que mataran a Antígono si venía armado, pero dejarlo pasar si venía desarmado. Luego envió un mensaje a su hermano para que acudiera a él desarmado. No obstante, la reina persuadió al mensajero que dijera a Antígono que viniera con su armadura nueva, porque el rey quería ver su equipo militar. Sin sospechar nada, Antígono se puso la armadura, y cuando pasaba por el pasaje oscuro fue muerto por los guardias.

## Muerte de Aristóbulo I

Fases de expansión del Reino de los Asmoneos.

Aristóbulo sufrió remordimientos por el asesinato de su hermano, y en su melancolía su salud se agravó aún más. Un día sufrió intensos dolores y vomitó sangre (probablemente padecía de tuberculosis pulmonar). El siervo que sacaba la sangre tropezó y la derramó en el mismo lugar donde se podían ver las manchas de sangre del asesinado Antígono. Salió un clamor entre los que lo vieron, y el rey les preguntó qué había sucedido. Al principio ellos no querían decírselo, pero les obligó a que hablaran. Al oír la historia estalló en llanto: “¡No puedo escapar a la mirada de Dios! ¡Oh cuerpo de lo más vergonzoso! ¿Cuánto tiempo mantendrás una vida que está en deuda con el espíritu de una madre y de un hermano? ¿Hasta cuándo iré ofreciendo mi sangre gota a gota como libación a los asesinados? ¡Que la tomen toda en el acto!”. Apenas si había terminado estas palabras cuando murió, habiendo reinado sólo un año. Su viuda Salomé Alejandra quedó momentáneamente a cargo del poder.

## La obra de Aristóbulo
En tan corto período de gobierno, Aristóbulo hizo muchos beneficios a su patria. Fue por naturaleza equitativo y muy modesto, y además fue admirador de los griegos.
Continuando la obra de su padre de judaizar las regiones bajo su dominio, obligó a los galileos a aceptar la fe judía; declaró la guerra a los itureos, que habitaban al noroeste del Jordán, y les arrebató una parte de su territorio, obligándoles a circuncidarse y a vivir de acuerdo a la ley de los judíos.
De otro lado, fue con Aristóbulo cuando empezó la lamentable historia de asesinatos, intrigas y celos familiares, que se prolongaría durante décadas y que a la larga harían del estado judío presa fácil del cada vez más creciente poderío de Roma.

## Fuente
- Flavio Josefo, Antigüedades de los Judíos, Libro XIII.